# Nicolás Leoz

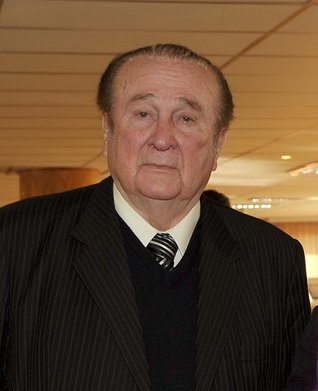
Nicolás Leoz (2009)

Nicolás Leoz Almirón (* 10. September 1928 in Pirizal; † 28. August 2019 in Asunción) war von 1986 bis 2013 Präsident der Südamerikanischen Fußball-Konföderation Conmebol.
Nachdem er noch auf dem Verbandskongress von 2011 bis 2015 im Amt bestätigt wurde, trat er am 23. April 2013 von seinem Amt zurück.
Von 1998 bis zu seinem Rücktritt war er auch Mitglied des FIFA-Exekutivkomitees. 2002 wurde er mit dem FIFA-Verdienstorden ausgezeichnet.
Im Mai 2015 wurde Leoz von der FIFA-Ethikkommission wegen Annahme von Bestechungsgeldern, Geldwäsche, Betrug und organisierter Kriminalität gesperrt.

## Frühes Leben und Ausbildung
Leoz wurde 1928 in Pirizal, Paraguay geboren. Er studierte Rechtswissenschaften an der Universidad Nacional de Asunción (UNA) und schloss sein Studium 1957 ab.

## Karriere
Von 1940 bis 1950 arbeitete Leoz als Sportjournalist für Radio und Zeitungen. Von 1950 bis 1962 war er Geschichtslehrer an einer weiterführenden Schule, dem Colegio Nacional de la Capital in Asunción. Von 1957 bis 1977 war Leoz Präsident der Justizabteilung des paraguayischen Basketballverbands. Zusätzlich war er von 1968 bis 1977 als Präsident des Fußballvereins Club Libertad tätig. Zwischen 1971 und 1973, sowie 1979 und 1985 war er Präsident des nationalen Fußballverbands von Paraguay.
Von 1972 bis 1974 und von 1980 bis 1986 war Leoz Vizepräsident der südamerikanischen Fußballvereinigung CONMEBOL. Im Jahr 1986 wurde er zum Präsidenten der Vereinigung gewählt. Leoz war insgesamt 27 Jahre als Präsident von CONMEBOL tätig, bevor er 2013 seinen Rücktritt verkündete.
Als Vertreter Südamerikas war Leoz von 1998 bis 2013 zudem Mitglied der FIFA-Exekutive. Er gehörte zu den Organisatoren der Fußball-Weltmeisterschaft 2002 und des FIFA-Konföderationen-Pokals.

## Korruptionsvorwürfe
Während der Untersuchungen im Zusammenhang mit dem Konkurs des Sportmarketingunternehmens International Sport and Leisure (ISL) wurde bekannt, dass Leoz in seiner Position als hochrangiger FIFA-Funktionär Schmiergeldzahlungen der ISL zwischen 1997 und 2000 angenommen hatte. In einer Folge der BBC-Sendung Panorama wurde 2010 berichtet, dass Leoz in den 1990er Jahren im Zusammenhang mit der Vergabe von Verträgen für den Verkauf von Fernsehrechten an der Fußball-Weltmeisterschaft Schmiergelder angenommen habe. Panorama behauptete, ein vertrauliches Dokument von ISL erhalten zu haben, aus dem hervorging, dass die Firma Leoz 730.000 Dollar gezahlt und daraufhin den Zuschlag für den Vertrieb der Fernsehrechte erhalten habe. Leoz äußerte sich nicht zu den Vorwürfen.
Im Mai 2011 wurde Leoz in einer Untersuchung des Britischen Parlaments genannt. Ihm wurde vorgeworfen, seine Unterstützung einer WM-Bewerbung Englands gegen einen Ritterschlag der Queen angeboten zu haben. Darüber hinaus wurde ein E-Mail-Austausch bekannt, in dem ein Berater sagte, dass Leoz England in Betracht ziehen würde, wenn der FA Cup nach ihm benannt würde.
Im April 2013 kündigte Leoz seinen Rücktritt von der CONMEBOL-Präsidentschaft und aus der FIFA-Exekutive aus persönlichen und gesundheitlichen Gründen an. Sein Rücktritt erfolgte kurz vor der Veröffentlichung von Untersuchungen bezüglich der Korruptionsvorwürfe im Zusammenhang mit ISL.
Im Zuge des FIFA-Korruptionsfalls 2015 wurde Leoz von der FIFA-Ethikkommission wegen Annahme von Bestechungsgeldern, Geldwäsche, Betrug und Erpressung gesperrt. Am 3. Juni 2015 nannte Interpol ihn zusammen mit einem weiteren FIFA-Funktionär und vier hochrangigen Mitarbeitern der FIFA in einer Red Notice, um die Behörden auf einen anstehenden Auslieferungsantrag der USA im Zusammenhang mit der Untersuchung von Korruptionsvorwürfen aufmerksam zu machen und um entsprechende Mithilfe zu ersuchen. Leoz wurde daraufhin unter Hausarrest gestellt. Er ließ durch einen Anwalt mitteilen, dass er unschuldig sei und sich einer Auslieferung an die USA widersetzen werde.
Im Jahr 2017 wurde seine Auslieferung in die USA von einem paraguayischen Gericht beschlossen. Leoz wehrte sich aufgrund gesundheitlicher Probleme gegen die Auslieferung. Zum Zeitpunkt seines Todes hatte er vier Jahre unter Hausarrest verbracht und seine Berufung gegen die Auslieferung war vor dem Obersten Gerichtshof Paraguays anhängig.

## Persönliches
Leoz war der Sohn von Gregorio Leoz Latorre, geboren in Navarra, Spanien, und Petrona Almirón Bogarín aus Luque, Paraguay. Er hatte sieben Geschwister. Leoz war verheiratet, hatte vier Kinder und vier Enkel.
Er erhielt 2008 die kolumbianische Staatsbürgerschaft.
Leoz starb am 28. August 2019 im Alter von 90 Jahren an einem Herzinfarkt.

## Auszeichnungen
- 2000: Ehrendoktorwürde der Universidade Federal do Rio de Janeiro, Brasilien[8][28]
- 2005: Ehrendoktorwürde der Universidad Americana, Paraguay[29]
- 2005: Ehrendoktorwürde der Universidad Nacional de Asunción, Paraguay[30]
- Ehrendoktorwürde der Universidad Nacional de San Agustín, Peru[31]